# Marianne Crebassa
Marianne Crebassa, née le 14 décembre 1986 à Béziers (Hérault), est une artiste lyrique française au registre vocal de mezzo-soprano.

## Biographie
Originaire d'Agde dans l'Hérault, elle est la fille d'un contremaître à EDF. 
Elle a commencé ses études musicales à l'école de musique d'Agde par l'apprentissage du piano puis est passée par l’école de musique de Sète et le conservatoire à rayonnement régional de Montpellier où elle fut l'élève de Nicolas Domingues.
C'est à Montpellier que le public la rencontre au Festival Radio France Occitanie Montpellier en juillet 2010 où elle est à l'affiche de l'opéra Wuthering Heights de Bernard Herrmann avec l'orchestre national de Montpellier Languedoc-Roussillon dirigé par Alain Altinoglu.
On a pu la réentendre à Montpellier en 2011 dans le rôle de La Magicienne de Fromental Halévy.
En 2020, elle chante Dorabella dans Così fan tutte de Mozart au Festival de Salzbourg.

## Répertoire

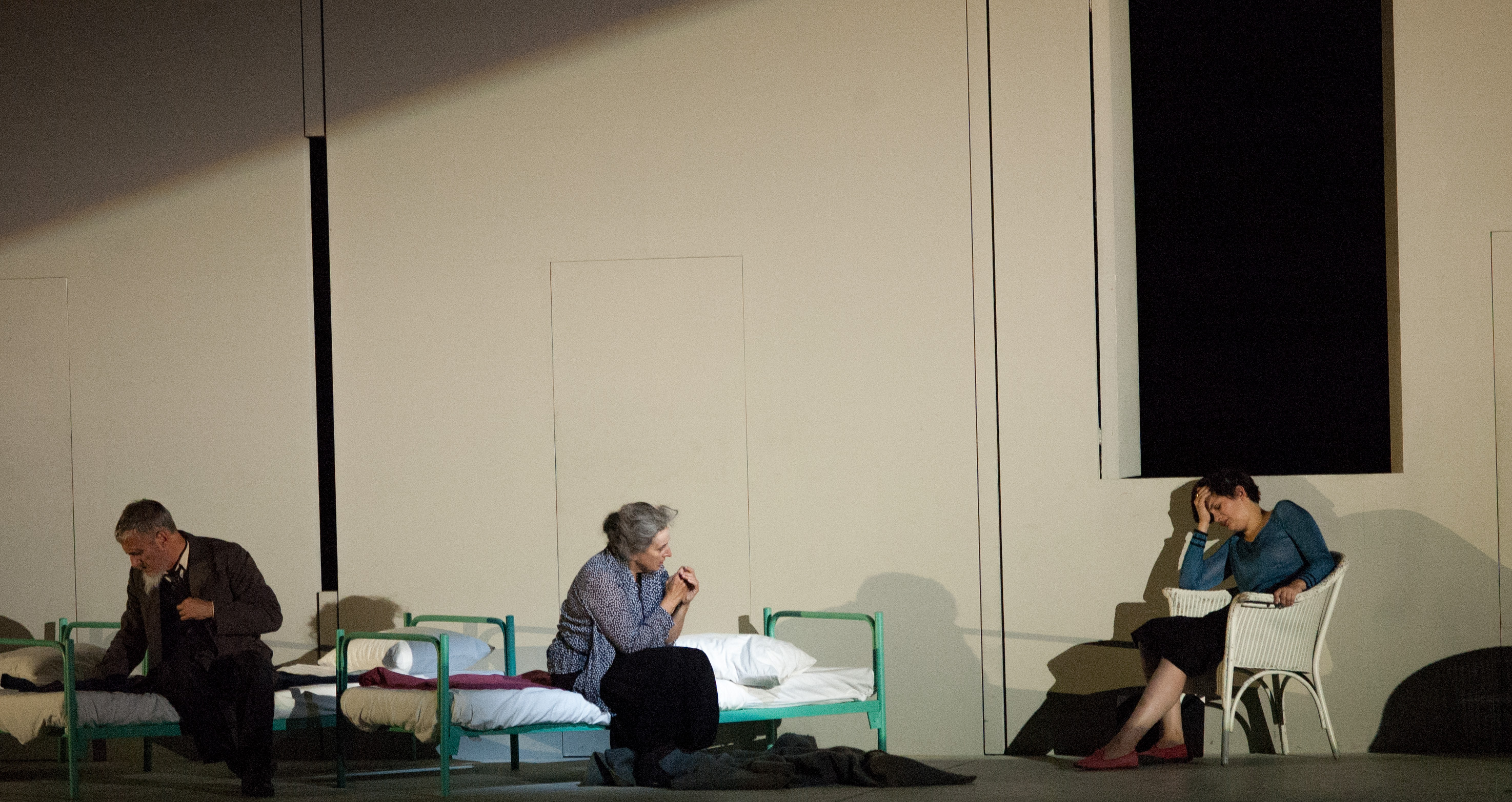
Création de Charlotte Salomon, de Marc-André Dalbavie, au Festival de Salzbourg le 28 juillet 2014, avec de gauche à droite Vincent Le Texier (Herr Knarre), Cornelia Kallisch (Frau Knarre) et Marianne Crebassa (Charlotte Kann).

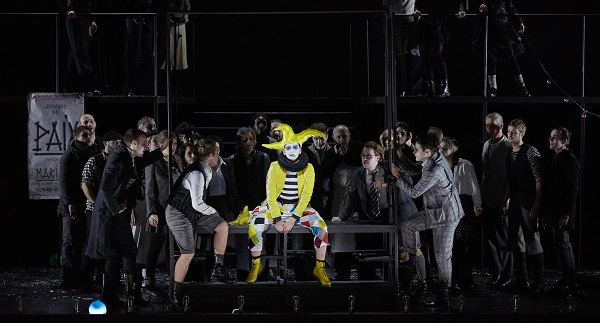
Marianne Crebassa, dans le rôle de Fantasio, au Châtelet, production de l'Opéra Comique en 2017.

- Rigoletto : Il Paggio della Duchessa
- Lucio Silla : Cecilio
- Madame Butterfly : Kate Pinkerton
- Così fan tutte : Dorabella
- Charlotte Salomon : Charlotte Kann
- Les Noces de Figaro (Le nozze di Figaro) : Cherubino
- L'Enfant et les Sortilèges : l'enfant
- Lakmé : Mallika
- Tamerlano : Irene
- Fantasio : Fantasio
- La clemenza di Tito (opéra) : Sesto
- La Cenerentola : rôle-titre
- Le Barbier de Séville : Rosine
- Carmen (Habanera)

## Spectacles
- 2011 : Orphée et Eurydice de Christoph Willibald Gluck, mise en scène Dominique Pitoiset, MC93 Bobigny[2]
- 2011 : Lulu d’ Alban Berg, mise en scène Willy Decker, Opéra de Paris
- 2012 : Tamerlano de Handel, avec Bejun Mehta, Placido Domingo, Yulia Lezhneva, Franco Fagioli et Michael Volle, direction musicale Marc Minkowski, Festival de Salzbourg
- 2013 : Lucio Silla de Mozart, mise en scène Marshall Pynkoski, direction musical Marc Minkowski, Festival de Salzbourg (repris à la Scala de Milan)
- 2014 : Faust de Gounod, avec La Fura dels Baus, direction musicale Marc Minkowski, Opéra d'Amsterdam
- 2014 : Charlotte Salomon de Dalbavie, mise en scène Luc Bondy, direction musicale Marc-André Dalbavie, Festival de Salzburg
- 2017: Fantasio d'Offenbach, mise en scène Thomas Jolly, direction musicale Laurent Campellone, Châtelet (Paris)
- 2019 : Ariodante de Handel, directon musicale Marc Minkowski (Radio France et Bordeaux)
- 2020 : Così fan tutte de Mozart au Festival de Salzbourg, direction musicale Joana Mallwitz, mise en scène Christof Loy (OCLC 1197710572)
- 2020 : la première du théâtre Alla Scala - Milano
- 2023 : Picture a day like this de George Benjamin, mise en scène Soma & Janneteau, direction musicale George Benjamin

## Récompenses et distinctions
- 2017 : artiste lyrique de l'année aux Victoires de la musique classique.
- Officière de l'ordre des Arts et des Lettres (2021)[3]

## Discographie
- Les Troyens de Berlioz : Joyce DiDonato, Didon, Marie-Nicole Lemieux, Cassandre, Stéphane Degout, Chorèbe, Michael Spyres, Enée, Cyrille Dubois, Iopas, Mariane Crebassa, Ascagne, Nicolas Courjal, Narbal, Les Chœurs de l'Opéra National du Rhin, Badischer Staatsopenchor, Orchestre philharmonique de Strasbourg, Dir. John Nelson. 4 CD + 1 DVD Warner 2017. Diapason d'or, Choc de Classica.